# Aktion Rheinland

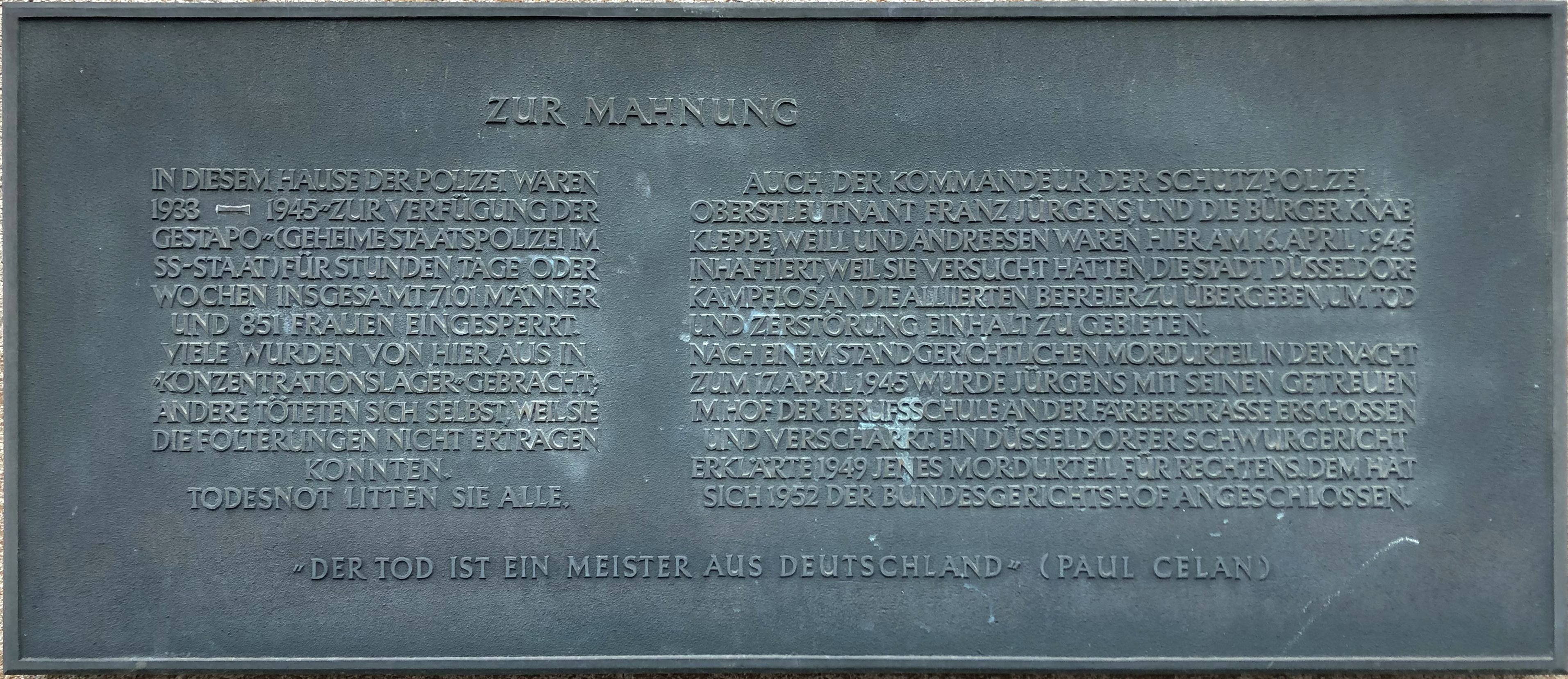
Plaque commémorative de la Présidence de police de Düsseldorf, en souvenir des victimes du nazisme, dont les résistants du 16 avril.

Pour les articles homonymes, voir Rheinland.
L'Aktion Rheinland est un mouvement local de résistance allemande au nazisme apparu à Düsseldorf dans l'entourage de l'avocat Karl August Wiedenhofen (de) (1888-1958). Son but était de remettre la ville de Düsseldorf aux troupes alliées sans qu'il n'y ait de combat ni de destructions supplémentaires.

## Contexte en avril 1945
La Seconde Guerre mondiale touche à sa fin, le troisième Reich est défait et les troupes de la Wehrmacht battent en retraite. Depuis fin février, la ville de Düsseldorf est sur la ligne de front. Début mars, des éléments de la 83e Division d'Infanterie ont pris Neuss puis les quartiers de Düsseldorf sur la rive gauche du Rhin. Les ponts sur le Rhin ont été dynamités sur ordre du gauleiter Friedrich Karl Florian : conformément à la politique de la terre brûlée, toutes les voies d'approvisionnement et tous les moyens de transport doivent être détruits et la population doit quitter les lieux. La ville est constamment bombardée et est complètement encerclée le 10 avril 1945. Depuis mai 1940, 5000 civils sont morts, 90 pour cent des bâtiments sont endommagés et la moitié sont détruits.

## Formation du mouvement
Depuis les années 1930, l'architecte Aloys Odenthal et le fonctionnaire de police Theodor Winkens (de) organisent des réunions politiques. Odenthal, un chrétien convaincu, a déjà été convoqué plusieurs fois par la Gestapo en raison de ses critiques du régime nazi et menacé d'être envoyé en camp de concentration. Winkens, boulanger de formation, travaille au Polizeipräsidium ; marié à une Juive, il refuse de divorcer et est licencié en 1937. L'avocat Karl Müller (de) participe aux réunions, tandis que d'autres quittent le groupe.
C'est Müller qui en 1943 met en contact le groupe avec un autre avocat, Karl August Wiedenhofen (de). Le groupe comprend l'ingénieur Josef Knab (de), l'artisan Ernst Klein (de), le boulanger Josef Lauxtermann (de), le peintre Karl Kleppe (de) et le vice-président de police Otto Goetsch (de) qui, bien que haut fonctionnaire et membre du NSDAP, est hostile au régime nazi.

## 16 et 17 avril
L'aggravation de la situation en ville conduit les participants du groupe à prendre une décision et à agir le 16 avril afin de remettre la ville aux Alliés sans effusion de sang. Ils sont auparavant rentré en contact avec le policier Franz Jürgens (de), un Schupo qu'ils savent digne de confiance. Le but de l'opération est de neutraliser la direction nazie de la police de Düsseldorf. L'entrepreneur en bâtiment Theodor Andresen (de) et l'étudiant Hermann Weill (de) rejoignent l'opération.
Le 16 avril, Odenthal, Wiedenhofen, Knab, Müller et Andresen rencontrent Jürgens à la Présidence de police (Polizeipräsidium). Ils arrêtent le Chef de la police, le brigadeführer-SS August Korreng (de) et l'enferment dans une cellule. Jürgens prend le commandement de la police et avec Goetsch, ils établissent un laisser-passer pour Wiedenhofen afin que celui-ci puisse aller à la rencontre des Alliés et négocier avec eux la reddition pacifique de la ville.
Odenthal et Wiedenhofen entrent alors en contact avec les troupes américaines et les convainquent de renoncer au bombardement prévu. Au même moment, l'opération est éventée et une compagnie d'infanterie investit la Présidence de police et libère Korreng. Goetsch parvient à s'enfuir et se cache chez Müller, mais Jürgens, Andresen, Kleppe, Knab et Weill sont arrêtés, immédiatement traduits devant des tribunaux d'exception, condamnés à mort, et fusillés le soir même.
Le 17 avril, jour qui était initialement prévu pour le bombardement massif de la ville, les troupes américaines entrent dans Düsseldorf sans affrontement.

## Après la guerre
À trois reprises, les tribunaux allemands confirment le verdict des tribunaux d'exception comme conforme au droit, acquittant du même coup le gauleiter Friedrich Karl Florian. Le verdict ne sera annulé qu'en 1999 après la promulgation de la Loi allemande du 25 août 1998 sur l'annulation des jugements injustifiables du régime national-socialiste (NS-AufhG, BGBl I 1998 2501).